# Bronx (personaggio)
Bronx è un personaggio della serie televisiva a cartoni animati Gargoyles realizzata dalla Disney e andata in onda dal 1994 al 1997.

## Storia
Bronx è una creatura misteriosa all'interno dello show, nonostante venga apostrofato come gargoyles ed abbia le stesse caratteristiche della specie, egli non è come gli altri membri del clan: non può stare eretto, non è dotato di ali e neanche della parola (emette solo versi e ringhi), inoltre non ha l'intelligenza degli altri della sua specie e reagisce per istinto comportandosi come un animale. Di aspetto è simile ad un normale gargoyles, ma dal muso allungato e degli occhi privi di pupille, ha la postura simile a quella di un grosso bulldog e delle grosse scagli sulla schiena, la sua coda è lunga pochi centimetri, non ha ali e possiede solo tre dita sia nelle mani che nei piedi.
Nonostante ci siano altre creature sue simili nello show non vengono mai spiegate, rimanendo soltanto bizzarre presenze ricorrenti ed indefinite; a prova di ciò la spiegazione più esauriente sulla loro natura la dà Golia nel primo episodio dicendo ad Hakon "vedo che hai conosciuto il nostro cane da guardia" riferendosi a Bronx.
Bronx era la guardia del castello Weyvern, e si salverà dal Raid di gargoyles fatto dai vichinghi grazie a Golia, che lo aveva chiuso nei nidi assieme ad altri tre per punirli di una zuffa.
Sarà pietrificato dal Magus e si risveglierà a Manhattan con gli altri, qui sarà prima sfruttato da Xanatos, poi però quando il gruppo capisce della malvagità dell'uomo gli si ergerà contro divenendo un tutre dell'ordine cittadino come i suoi compagni.
È visto spesso guardare la TV con Hudson o giocare con gli altri membri del clan come un cane da riporto. Si affezionerà molto ad Elisa, in un determinato momento le salva la vita: Demona tramite un incantesimo, pietrifica la poliziotta, sul punto di distruggerla con una mazza chiodata, Bronx, blocca Demona, per poi stare vicino a Elisa per proteggerla.
Accompagnerà Elisa e Golia nel loro viaggio ad Avalon e tornerà portando Angela al clan di Manhattan.
In seguito si scontrerà, nella terza serie non canonica, con le milizie anti-gargoyle e insieme al resto del suo clan sdoganerà la sua specie agli occhi del mondo intero.
Nelle storie canoniche a fumetti invece, oltre alla squadra anti-gargoyle, Bronx insieme al suo clan se la vedono anche con Ailog e il clan dei cloni, e il malvagio gargoyle riesce a ferirlo durante lo scontro con un pugnale nascosto, lui e gli altri membri del clan di Manhattan, per poi portare il loro campioni di DNA alla Unlimited Nightstone, dove Ailog incontrerà Anton Sevarius.
Shari nel sesto numero, Reunion, racconta ad Ailog un'avventura inedita nella seconda serie: Bronx, Golia, Elisa e Angela, durante il loro viaggio per il mondo, avevano incontrato nel Tibet, Pietrafredda. Invano avevano tentato di convincerlo a venire con lui, poiché temeva lo spirito del malvagio Iago che si trovava dentro di lui.
La serie canonica a fumetti si conclude con il clan di Manhattan al completo e con nuovi membri che vanno a fermare il Branco che sta terrorizzando Times Square.

## Poteri e abilità
Come tutti i gargoyles normali Bronx dispone di forza, resistenza e agilità sovrumane, è in grado di sfondare una porta di metallo a spallate, abbattere un muro di pietra a pugni, perforare l'acciaio con gli artigli. Può pareggiare la velocità di un felino in un percorso rettilineo e per abbatterlo ci vogliono come minimo quattro uomini armati. È estremamente resistente ai sedativi e al dolore ed è capace di affrontare anche più avversari alla volta con una destrezza incredibile.
Durante il giorno il suo corpo è pietrificato e lui si trova in uno stato simile al sonno per un umano; sebbene questo sia uno svantaggio, poiché in questo stato è estremamente vulnerabile ad un attacco nemico, dall'altra è ciò che permette alla sua specie di riprendersi da ferite e stordimenti; indipendentemente dalle condizioni in cui i gargoyless versano al sorgere del sole infatti, alla seguente notte sono nuovamente in perfetta forma fisica. Tale processo gli permette anche di fare a meno dell'immenso approccio calorico necessario per il sostentamento della sua specie (all'incirca tre mucche al giorno secondo Sevarius); dunque per vivere non avrebbe bisogno né di mangiare né di bere.
Bronx a differenza degli altri gargoyles non possiede le ali per cui non è in grado di planare sulle correnti d'aria, a mo dei suoi simili.
Quando si arrabbia inoltre i suoi occhi hanno la fosforescenza bianca tipica dei gargoyles.